# 鳩の翼 (映画)
『鳩の翼』（はとのつばさ、The Wings of the Dove）は、1997年のアメリカ、イギリス映画。ヘンリー・ジェイムズの同名小説を映画化した。
第70回アカデミー賞では主演女優賞、脚色賞、撮影賞、衣装デザイン賞の候補となった。

## キャスト
| 役名                   | 俳優                       | 日本語吹替 |
| ---------------------- | -------------------------- | ---------- |
| ケイト・クロイ         | ヘレナ・ボナム＝カーター   | 日野由利加 |
| マートン               | ライナス・ローチ           | 平田広明   |
| ミリー・シール         | アリソン・エリオット       | 工藤ゆり   |
| モード伯母             | シャーロット・ランプリング | 谷育子     |
| スーザン・ストリンガム | エリザベス・マクガヴァン   | 金武美喜子 |
| 父ライオネル・クロイ   | マイケル・ガンボン         | 丸山詠二   |
| ロード・マーク卿       | アレックス・ジェニングス   | 小島敏彦   |
| 記者                   | ベン・マイルズ             | 伊藤和晃   |
| 記者                   | フィリップ・ライト         | 岩松廉     |
| ユーニジオ             | ジョージオ・セラフィニ     | 品川徹     |
| ベアリング夫人         |                            | 竹村叔子   |
| 記者                   |                            | 遠藤純一   |
| ホテルの客             |                            | 丸山詠二   |
| 店主                   |                            | 品川徹     |

## 主な受賞
- 英国アカデミー賞：撮影賞
- ロサンゼルス映画批評家協会賞：主演女優賞
- クリティクス・チョイス・アワード：主演女優賞
- ナショナル・ボード・オブ・レビュー：主演女優賞